# Stjerners energikilder
Stjerners energikilder er i alt overvejende grad kernekraft, nemlig fusion af lettere grundstoffers atomkerner til tungere. 
Denne fusion foregår ved, at atomer støder ind i hinanden med enorm hastighed.

Som følge af sammenstødets (forholdsvis) enorme kraft, smelter 2 eller flere lettere atomkerner sammen til tungere atomkerner.
Når tryk (og dermed tæthed) og temperatur er tilstrækkeligt høje i en gas bestående af atomer, vil atomerne støde sammen under deres hurtige bevægelser.

Atomernes hurtige bevægelse er en følge af gassens temperatur, og trykkets størrelse er en følge af, at der er utallige brintatomer i hurtig bevægelse i forhold til rumfang.

## Brintfusion
Brintfusion er "sammensmeltning" af atomer med de laveste af alle atomvægte, nemlig brintatomer, til grundstoffer med højere atomvægt.
Når tryk og temperatur i en gas bestående af brintatomer er tilstrækkeligt høje, vil brintatomerne støde sammen under deres hurtige bevægelse rundt imellem utallige andre brintatomer.

Den hurtige bevægelse er en følge af gassens temperatur – og omvendt, og trykkets størrelse er en følge af, at der er utallige brintatomer i forhold til rumfang – og omvendt.

### Miljø for brintfusion
Et typisk miljø, hvori brintfusion kan foregå, er i kernen på en stjerne.

Her er trykket ekstremt højt som resultat af, at gravitation "forsøger" at samle alt stjernens masse i et punkt i centrum.

Det er umuligt at samle stoffet i punktform i midten af en almindelig stjerne, men gravitation medfører, at brintens tæthed (og hermed tryk) bliver meget stor i forhold til trykket i dele af stjernen, som ligger fjernere fra kernen.
I Solens kerne, der har en temperatur på omkring 15.000.000 °K, fusioneres Brintatomer til Heliumatomer under frigørelse af energi i 3 forskellige proton-proton kernereaktionskæder, kaldet PPI, PPII og PPIII-kæderne.

## De 3 kæder i brintfusion

### PP – proton-proton kæderne
Der eksisterer 3 forskellige former for brintfusion i stjerner.
Model for betegnelser ved atomer: AZx hvor A er atomvægt, Z er antal protoner og x er det kemiske symbol.

#### PP I kæden
PP I kæden består af tre reaktioner. 
I 99,75% af tilfældene er første trin en egentlig PP reaktion, som forløber således:
¹1H + ¹1H → ²1H + e+ + νe (2,0 MeV + 0,5 MeV, heraf νe 0,27 MeV)
i 0,25% af tilfældene er trin 1 i stedet den såkaldte PeP (Proton-elektron-Proton)-reaktion i stedet for PPI kæden:
¹1H + e- + ¹1H → ²1H + νe (2,0 MeV, heraf νe 1,44 MeV)

trin 2: ²1H + ¹1H → ³2He + γ (2,75 MeV) x 2

trin 3: der er 3 forskellige varianter, som optræder med forskellig hyppighed
i 86% af tilfældene: ³2He + ³2He → 42He + 2¹1H (12.9 MeV)
i 14% af tilfældene: ³2He + 42He → 74Be + γ
i 0,00002% af tilfældene: ³2He + ¹¹H → 42He + e+ + νe (den såkaldte Hep proces)
Summen af fusioner og energifrigørelser i PPI:
4¹1H → 42He + 2e+ + 2γ + 2νe (26.7 MeV hhv. 26,2 MeV ved PeP-reaktionen)
hvor H og He er isotoper af Brint og Helium, e+ er en positron (en positivt ladet elektron), γ er en gamma foton og νe er en neutrino.

Hver PPI-kædereaktion frigør altså millioner af elektronvolt (MeV), men trods navnet er en MeV en meget lille energimængde. Til gengæld er antallet af reaktioner pr. sekund kolossalt stort.

#### PP II kæden
42He + ³2He → 74Be + γ
74Be + e- → 73Li + νe
73Li + ¹1H → 242He

#### PP III kæden
PP III kæden findes i 2 varianter.
Variant 1 (99,89% af tilfældene):
74Be + e- → 74Li + νe (νe 0,81 MeV)
74Li + ¹1H → 84Be
84Be → 242He

Variant 2 (som til tider betegnes kæde 4, er meget sjælden og forekommer i kun 0,11% af tilfældene):
74Be + ¹1H → 85B + γ
85B → 84Be + e+ + νe (νe 6,80 MeV)
84Be → 242He

## Fusion af tungere grundstoffer

### Oversigt
Tekst mangler, hjælp os med at skrive teksten

## CNO-cyklus
Ud over de tre PP-kæder eksisterer også en anden type kernereaktion, som producerer Helium ved fusion af Brint. Den blev foreslået af Hans Bethe i 1938, kun 6 år efter opdagelsen af neutronen.
I stjerner, som er mere massive end ca. 0,8 solmasser, er kernetemperaturen så høj, at der kan produceres helium i en cyklus af atomare reaktioner med kulstof, kvælstof og ilt som katalysatorer, den såkaldte CNO cyklus eller Carbon-Nitrogen-Oxygen cyklus.
Eftersom CNO-cyklen er meget temperaturafhængig, udgør den en lille del af den samlede energiproduktion i de lette stjerner, men dens betydning vokser eksponentielt med øget stjernemasse.
Miljø for CNO-cyklus

(text kommer senere)
CNO-cyklen forløber således:

| 126C + ¹1H | → | 137N + γ       | +1,95 MeV |
| 137N       | → | 136C + e+ + νe | +1,37 MeV |
| 136C + ¹1H | → | 147N + γ       | +7,54 MeV |
| 147N + ¹1H | → | 158O + γ       | +7,35 MeV |
| 158O       | → | 157N + e+ + νe | +1,86 MeV |

Gren 1 (99,96% af alle reaktioner):

| 157N + 1H | → | 126C + 42He | +4,96 MeV |

Gren 2 (0,04% af alle reaktioner):

| 157N + 1H | → | 168O + γ      |
| 168O + 1H | → | 179F + γ      |
| 179F      | → | 178O+ e+ + νe |
| 178O + 1H | → | 147N + 42He   |

hvor e+ er en positron, γ er en foton, νe er en elektronneutrino, isotoper af hhv. H = Brint (Hydrogen), He = Helium, C = Kulstof (Carbon), N = Kvælstof (nitrogen), O = Ilt (Oxygen) og F = Fluor. Energien frigjort ved denne reaktion er af størrelsesordenen millioner af elektronvolt, der kun er en lille energimængde, men til gengæld sker der et enormt antal reaktioner sideløbende.

## Triple-alfa Helium-fusion
I udviklede stjerner med kerner, der har temperaturer på 100 millioner Kelvin og masser mellem 0,5 og 10 solmasser, kan helium forvandles til kulstof i Tripel-alfa-processen, der bruger beryllium som mellemled.
Triple-alfa Helium-fusion forløber således

| 42He + 42He | ←→ | 8*4Be           | −93.7 keV  |
| 42He + 4Be  | →  | 12*6C + e+ + e- | +7,367 MeV |

Nettoreaktionen er:

| 3 42He | → | 12*6C + γ | (+ 7,273 MeV) |

8*4Be er en meget ustabil isotop. Hvis den ikke straks støder sammen med en tredje 42He, henfalder den til 24He.

## Kulstof-Ilt (CO)fusion
| Astronomi | Spire Denne artikel om astronomi er en spire som bør udbygges. Du er velkommen til at hjælpe Wikipedia ved at udvide den. |